# Baai van Manilla
De Baai van Manilla is een baai aan de westkant van het Filipijnse eiland Luzon. Deze natuurlijke haven ten westen van Metro Manilla is maximaal 48 kilometer breed en heeft een 19 kilometer brede toegang. De baai van Manilla is het eindpunt van 17.000 km² aan stroomgebieden. De river Pampanga draagt daar met 49% het meeste aan bij. De baai heeft een gemiddelde diepte van 17 meter en totaal volume van naar schatting 28,9 miljoen kubieke meter.
In de toegang tot de baai liggen enkele eilanden. Het grootste daarvan is Corregidor, dat op ongeveer drie kilometer van Bataan ligt. Samen met het eiland Caballo scheidt het de toegang tot de baai in een noordelijk en een zuidelijk kanaal. In het zuidelijke kanaal ligt El Fraile Island en net buiten de baai ligt aan de zuidkant Carabao Island. Op El Fraile hebben de Amerikanen Fort Drum gebouwd ter verdediging van de zuidelijke ingang van de baai.
In de baai vond in 1898 de Slag in de Baai van Manilla plaats. Ook vond hier de belegering van de laatste Amerikaanse troepen op Corregidor plaats door de troepen van de Japanners in 1942.